# Хесс, Роберт
Ро́берт Ли́ Хе́сс (англ. Robert Lee Hess; род. 19 декабря 1991, Нью-Йорк, Нью-Йорк) — американский шахматист, гроссмейстер (2009). Шахматный журналист, комментатор, стример и филантроп.
В составе сборной США — участник 39-й олимпиады в Ханты-Мансийске. Завоевал серебряную медаль на командном чемпионате мира 2009 в Бурсе.

## Образование
Посещал частную подготовительную школу для мальчиков в Манхэттене. Окончил среднюю школу Стьювесант в Нью-Йорке.
Хесс поступил в Йельский университет на историка, окончил его в 2015 году. Позже он стал главным директором спортивного блога The Sports Quotient.

## Шахматная карьера

### 2006—2010
В 2006 году стал чемпионом США среди юниоров.
На турнире Foxwoods Open 2008 Хесс достиг своей 1-й нормы гроссмейстера.
Получил вторую норму, выиграв SPICE Spring Grandmaster Invitational в марте 2009 года. В 2009 году Хесс также выиграл турниры K-12 SuperNationals.
На чемпионате США 2009 года Хесс разделил 2-е место с Александром Онищуком, проиграв только будущему победителю Хикару Накамуре.

### 2010-е
Был награждён стипендией Сэмфорда.
В декабре 2011 года разделил 1-е место с Александром Ковчаном на шахматном фестивале в Гронингене, показав перфоманс 2702.
Хесс победил в группе B на чемпионате США 2011 года с результатам 5½ из 7, победив чёрными Александра Онищука, Александра Шабалова и Ларри Кристиансена.
В 2017 году выиграл North American Open в Лас-Вегасе.
В 2018 году набрал 5½ очков из 9 на турнире Masters на острове Мэн, сыграв вничью чёрными с Вишванатаном Анандом.
Последним крупным событием для Хесса стала Большая швейцарка ФИДЕ 2019, где он набрал 5½ очков из 11, победив тогдашнего чемпиона США Сэма Шенкленда.

## Другая деятельность

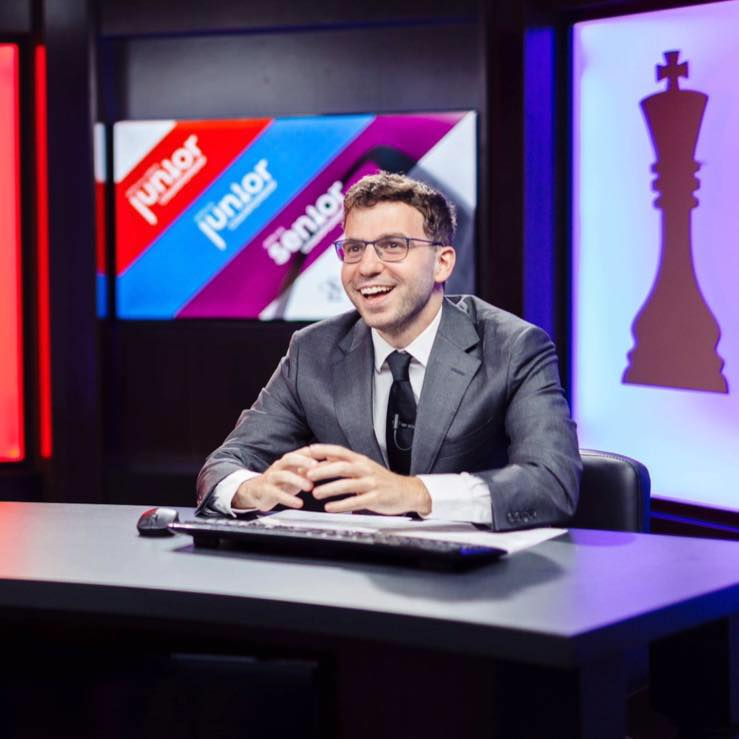
Хесс комментирует чемпионат США среди юниоров, 2019

### Тренерская
Хесс был тренером сборной США на 44-й шахматной олимпиаде. Тренировал женскую сборную США на 42-й и 43-й олимпиадах.

### Комментаторская
Хесс является давним комментатором Chess.com. Комментировал Speed Chess Championship, юношеский чемпионат по скоростным шахматам, Tata Steel, Кубки мира, турнир претендентов 2018 и множество других турниров. Он был приглашён на Кубок мира 2021 с Даниэлем Реншем и Фабиано Каруаной.
Выступает на конференции по спортивной аналитике MIT Sloan.

### Благотворительная
Являлся спонсором Благотворительного шахматного чемпионата, который в 2017 году собрал более 20 000$.
В 2018 году собрал более 56 000$ на исследования рака яичников в больнице Маунт-Синай.
В 2019 году пожертвовал примерно такую же сумму на исследования рака поджелудочной железы в Мемориальный онкологический центр имени Слоуна — Кеттеринга.